# Борић
Борић (грч. Βορίτξης, лат. Boricius; око 1100—1168) био је први познати владар са титулом бана у средњовјековној Босни, у вријеме када је земља по први пут била независна територија. Историчари немају много информација о његовом животу, осим да је био поданик далматинског краља. Његова титула била је „бан”,, према Јовану Кинаму. На латинском, његова титула је гласила „бан Борић од Босне” (лат. banus Boricius de Bosna), према документима из 1209. године које је издао Андрија II. а наслиједио је бана Твртка. Борић се борио против византијске војске 1154. године, заједно са угарским краљем. Борић је протјеран из Босне 1164. године, када је власт преузела Византија.
Како је и због којих заслуга дошао Борић до части босанског намјесника, односно бана, није познато; зна се да је припадао једном јаком братству. Не зна се ништа о томе да ли је за бана дошао пристанком народа или захваљујући својој личној вриједности — или као мађарски повјереник. У овом посљедњем случају било би за мађарску политику тог времена карактеристично да је на то мјесто постављен он, Србин или Славонац, а не неки од мађарских великаша.

## Историјска позадина
Током своје владавине, кнез Часлав Клонимировић покушао је изједначити положај српских племена, као и уклонити тенденцију одређених подручја да се отцијепе у одвојене територије. Кнез Часлав био је најбољи представник централне власти земље и јака владалачка личност. Послије његове смрти, одређене области су се одвојиле и прогласиле независност, а земља се подијелила у мање кнежевине, независне једне од других. У сјеверном дијелу државе јављају се тенденције за организовањем сопствене самоуправе, па тада Босна постаје дјелимично самостална територија по први пут, након смрти Часлава, а током владавине бана Борића.

## Поријекло
Поријекло бана Борића није јасно утврђено, али се са сигурношћу зна да није из Босне. Око 1162. године Борић је преписао имања витешком реду Темплара у Славонији. Ова информација је од великог значаја, јер говори управо о томе да су се насљедна имања Борића налазила у Славонији. Према Владимиру Ћоровићу, Борић је поријеклом из Грабарја близу Брода на ријеци Сави, гдје је имао посједе са обје стране ријеке. Дио ових имања је остао у власништву бана Борића до краја владавине у Босни, а након повлачења са власти бан се враћа управо на ова имања у Славонији гдје проводи остатак живота. Историчари нису забиљежили много података о самом поријеклу бана Борића, а једино што је са сигурношћу познато је да је био син локалног жупана Берислава. Сматра се да је Борић био у крвном сродству са потоњим владарима Босне, породицом Котроманић, због тога што је будући краљ Угарске — са великим бројем докумената — потврђивао регална права на имања у Славонији оснивачу династије Котроманића и будућем бану Пријезди I. Ово су управо она имања која су припадала бану Борићу, а с обзиром да је познато да су се његови потомци вратили у Славонију изводи се закључак о крвној вези између Борића и Пријезде то јест Борића и династије Котроманић.

## Владавина
Бан Борић је био први владар који се у потпуности ослободио утицаја далматинских краљева; његова владавина почиње 1141. године. Јован Кинам, византијски историчар пише у својим дјелима да је Борић био подређен угарском краљу, коме је плаћао и порез. За вријеме рата Угарске са Манојлом Комнином, Борић је био на страни угарског краља. Током ових ратова, Борић се показао као велики војсковођа и успјешно је одбио све нападе. Успјешно ратовање током ових сукоба био је један од кључних разлога за добијање титуле бана Босне. Након 13 година од ових сукоба, Манојло I Комнин је поново послао војску на угарског краља; војска је заустављена на ријеци Дрини, с обзиром да је управо територијама преко ријеке Дрине владао бан Борић. Након што је Манојло Комнин напао Десу — поглавара Рашке — и освојио Хум, отпочео је напад на Бановину Босну и територије бана Борића, али у томе није био успјешан. Борић је био први владар који се залагао за осамостаљење Босне од страних утицаја и стварање јаке централне државне власти без великог утицаја Угарске и Византије, па је управо због тога током своје владавине водио велики број ратова. У својим намјерама није успио, јер је његова владавина нагло прекинута а земља окупирана од Византије.

## Војни походи
Босански бискуп Милован је био под директном надлежношћу архибискупа сплитског (у текству: спљетског), али по молби митрополита дубровачког — папа је одлучио да Милован потпадне под његову црквену јурисдикцију. Оваквом промјеном није био задовољан ни сам бискуп, као ни бан Борић, па је ускоро управо због промјене црквене надлежности — а осигуравши помоћ угарског краља — Борић започео опсаду Дубровника. Дубровнику су се у помоћ одазвали градови Пераст и Котор, чије су војске под командом Миха Бобалића успјешно зауставиле напад бана Борића, током војног похода познатог као Рат Босне и Дубровника 1154. године. Један од команданата банове војске је био Томаш Вукмирић, чија је сестра Лавица била жена бана Борића, а сам Томаш је погинуо за вријеме овог рата. Посредством требињског бискупа, Борић је склопио мир са Дубровчанима, под одређеним условима — међу које су спадали да Милован, босански бискуп, остане под надлежности дубровачког бискупа; те да бан исплати одштету Дубровнику и донесе поклоне као знак помирења. Током Рата са Дубровником, бан Борић је истовремено слао и дио војске у опсаду града Београда (у тексту: Биоград), који је био под влашћу Манојла Комнина. Управо због напада на Београд, који су Грци успјешно зауставили и покренули контранапад на Босну, бан је био приморан да склопи примирје са Дубровником, а касније и са самим Грцима, под условом да бан прекине пријатељске и савезничке везе са угарским краљем. Након склапања примирја са Дубровником, бан је бенедиктинском реду на острву Мљет у Бабином пољу поклонио цркву Светог Панкратија.
Византијски писац Јован Кинам помиње бана Борића у текстовима који говоре о биткама између Угарске и Византије током 1154. године. Након што су Угари са својим савезницима започели опсаду града Браничева и кренули ка Београду, цар Манојло I Комнин сазнавши за ово, као и за то да се међу војском налазе одреди бана Борића, један дио војске шаље управо на бана. До битке између банове и цареве војске није дошло, јер је византијска војска умјесто бана напала директно угарске јединице.
Бан Борић је касније био укључен и у борбу око насљедства круне на угарском трону. За вријеме тих борби бан Борић је држао страну византијског кандидата, исто као и стари Белош, који је у то вријеме био бан Хрватске. Побједник сукоба око круне, Стефан IV, захвалио се бану што је стао на његову страну даровавши му имања у Славонији, која је бан морао да напусти након војног похода Манојла Комнина на Угарску. Током ових ратова Манојло Комнин је у периоду 1166—1167. освојио Далмацију, дио Славоније, Срема и Босне. Током 1166. године цар Комнин, након освајања Срема, шаље војску на Бановину Босну, али изморена војска, након узастопног ратовања није имала снаге да освоји Босну, па је Манојло Комнин био приморан да закључи мир 1167. године, након чега је византијско-угарски конфликт привремено заустављен. Склапањем овог примирја подијељен је Срем тако што је Угарска остала на територијама сјеверно од Саве, а Византија окупирала јужни дио. Током средњег вијека територија Срема је укључивала и територије јужно од ријеке Саве, као и регион данашње Мачве. У ово вријеме у Бановини Босни су се дешавале крупне политичке промјене, јер Бановина долази под привремену византијску власт. Добри односи са Угарском нису трајали дуго, јер је Гејзин син преузео власт од Стефана IV. Након преузимања власти, нови владар Угарске је послао њемачког витеза Готфрида на бана Борића. Смјена власти на угарском трону је за директну посљедицу имала и смјену власти у Босни, јер је након доласка Готфрида насилно прекинута власт бана Борића, кога је наслиједио Кулин бан.
Бан Борић је помагао Стефану Немањи током борбе за власт у средњовјековној Србији, као и током војних сукоба са Византијом. И поред свих војних похода и угарског непријатељства Борић је успио да задржи своје посједе сјеверно од ријеке Саве у Славонији, на које се се вратили његови потомци.

## Породица
Велики кнез Мирослав, брат Стефана Немање, оженио је Веру — ћерку бана Борића. Родбинска веза између ове двије породице је осигурала бану сигурног савезника, као и могућност да што више учврсти централну власт, а своју титулу пренесе на сина Кулина. Жена бана Борића је била Лавица Вукмирић — сестра Томаша Вукмирића, са којом је имао неколико синова од којих је најпознатији Кулин, будући бан. Бан Борић је умро 1168. године, након 27 година на власти. Након смрти Борића, његови потомци се враћају на породична имања у Славонији, што је потврђено историјским повељама у којима се Борићеви насљедници помињу дуги низ година, након смрти бана.